# High Impact Games
High Impact Games är en amerikansk datorspelsutvecklare, grundat år 2003 av före detta anställda av Insomniac Games och Naughty Dog. High Impact Games upplöstes 2012. Företaget låg i staden Burbank i Kalifornien och fokuserade främst på spel till Playstation Portable och Playstation 2. Företaget har bland annat skapat spelen Ratchet & Clank: Size Matters och Secret Agent Clank i Ratchet & Clank-serien, och spelet Jak and Daxter: The Lost Frontier i Jak and Daxter-serien. Dessa båda spelserier skapades ursprungligen av Insomniac Games respektive Naughty Dog men de tillät High Impact Games att göra dessa spel.

## Spel
| Speltitel                                  | Datum                   | Format                                                  |
| ------------------------------------------ | ----------------------- | ------------------------------------------------------- |
| Ratchet & Clank: Size Matters              | 2007 (PSP) / 2008 (PS2) | Playstation Portable, Playstation 2                     |
| Secret Agent Clank                         | 2008 (PSP) / 2009 (PS2) | Playstation Portable, Playstation 2                     |
| Jak and Daxter: The Lost Frontier          | 2009                    | Playstation Portable, Playstation 2                     |
| Phineas and Ferb: Across the 2nd Dimension | 2011                    | Playstation Portable, Playstation 3, Nintendo DS, Wii   |
| DreamWorks Super Star Kartz                | 2011                    | Nintendo 3DS, Nintendo DS, Playstation 3, Wii, Xbox 360 |
| Super Ninja                                | 2012                    | iOS                                                     |
| GOGO Fishing                               | 2012                    | iOS                                                     |
| Disney Princess: My Fairytale Adventure    | 2012                    | Nintendo 3DS, MacOS, Microsoft Windows, Wii             |